# Thalpomys
Thalpomys és un gènere de rosegadors de la família dels cricètids. Les espècies d'aquest grup són endèmiques del centre-est del Brasil. Tenen una llargada de cap a gropa de 83–109 cm, una cua de 38-70 cm i un pes de fins a 40 g. El pelatge dorsal és de color negrenc, mentre que el ventral és groc marronós. Tenen les incisives superiors ortodontes.